# Serhij Tkaczenko
Serhij Wiktorowycz Tkaczenko, ukr. Сергій Вікторович Ткаченко (ur. 10 lutego 1979 w Odessie, Ukraińska SRR) – ukraiński piłkarz grający na pozycji pomocnika, reprezentant Ukrainy.

## Kariera piłkarska

### Kariera klubowa
Wychowanek SDJuSzOR Czornomoreć Odessa. W 1996 rozpoczął karierę piłkarską w SK Odessa, skąd w następnym sezonie przeniósł się do Czornomorca Odessa. Od 1999 występował w CSKA Kijów, a potem kiedy klub przekazał swoje miejsce w najwyższej lidze i piłkarzy w Arsenale Kijów, i z powrotem w CSKA. W 2002 został piłkarzem Metałurha Donieck, skąd w 2006 zaproszony do Szachtara Donieck. Nie potrafił przebić się do podstawowego składu, dlatego był wypożyczony do Czornomorca Odessa i Metałurha Donieck. W czerwcu 2008 Metałurh wykupił kontrakt piłkarza od Szachtara. Latem 2011 przeszedł do FK Odessa, w którym jesienią był zmuszony zakończyć karierę piłkarską z przyczyn zdrowotnych.

## Kariera reprezentacyjna
20 sierpnia 2003 roku debiutował w narodowej reprezentacji Ukrainy w przegranym 0:2 meczu towarzyskim z Rumunią. Łącznie rozegrał 4 gry reprezentacyjne.

## Sukcesy i odznaczenia

### Sukcesy klubowe
- wicemistrz Ukrainy: 2007
- brązowy medalista Mistrzostw Ukrainy: 2003, 2005